# موسی ۱۲۱۳۰
سیارک ۱۲۱۳۰ (به انگلیسی: 12130 Mousa، نامگذاری:1999RD146) دوازده هزار و صد و سیمین سیارک کشف شده‌است که در ۹ سپتامبر ۱۹۹۹ کشف شد.
قدر مطلق سیارک برابر ۱۷.۰ است.